# NGC 1846
NGC 1846 är en klotformig stjärnhop i Stora magellanska molnet i stjärnbilden Svärdfisken. Den upptäcktes den 6 november 1826 av James Dunlop.